# 경마 관련 직업 목록
본 문서는 경마와 관련된 업무를 맡고 있는 사람들을 설명하고 있다.

## 기수
경주마에 기승하여 경주에 출전하는 선수를 말하며 '경마의 꽃'이라 불리고 있다. 조교사와의 계약에 의해 경주성적에 따라 상금을 받는 자유직업인이다.
기수가 되기 위해서는 한국마사회법 제14조(조교사·기수의 면허)에 의거, 한국마사회 경마교육원 기수후보생 교육과정을 졸업한 자에 한해 기수면허를 취득할 수 있다. 따라서 기수가 되기 위한 도전은 기수후보생 교육과정에 입학하는 것에서부터 출발한다.
기수후보생 교육과정은 개량마과정(2년)과 제주마과정(1년)으로 나뉘며, 한국마사회 경마교육원에서의 합숙교육을 통해 기수로서 갖추어야 할 마필 기승기술과 건전한 직업윤리 및 교양에 관한 교육을 받게 된다. 일정기간(1~2년)의 기수후보생 교육과정을 이수한 뒤 기수면허를 합격하면, 수습기수가 될 수 있다. 수습기수(Apprentice novice ride)는 기수 면허를 취득한 후 40승 이하의 기수를 말한다. 정식기수가 되려면 41회 이상을 우승하여야 하며, 그 미만일 때는 현재 최대 5년간 수습기수로 있게 된다.

## 조교사(調敎師)
마주와 마필위탁 관리계약을 맺고 있는 소규모 벤처기업 사장으로, 일반 운동경기의 감독이라고 할 수 있다. 기수와는 기승계약을, 마필관리사와는 고용계약을 맺고 있으며, 계약에 따라 이들에게 상금을 지급하는 등 말과 기수, 마필관리사를 총괄적으로 관리한다.
조교사는 기승작전 지시, 조교계획수립, 사양관리 지휘·감독을 하여 경주의 분석과 연구를 통해 우승전략을 구상한다.
마필관리사로서 2년간 근무하면 조교승인시험을 볼 수 있는 자격이 주어진다. 시험에 응시하여 합격하면 3개월간 사양관리, 조교훈련에 대해 교육 받고, 2년 후 조교보 선발시험에 응시자격이 주어진다. 합격하면 6개월간 교육을 받은 뒤 시험을 통해 조교보가 될 수 있다.
조교보 자격을 취득하면 각 조에 정식으로 한 명씩 배치되어 중간관리자로 조교사를 보좌하고 조교사 유고시에는 업무를 대행한다.
또한 조교사는 12년 이상, 조교보는 3년 이상 근무경력이 있으면 시험응시 자격이 주어지며, 시험에 합격하면 조교사 면허를 발급받아 활동할 수 있다.

## 마필 관리사
"관리사(조교보 및 조교승인관리사를 포함한다)"라 함은 마사회가 고용승인하여 각 경마장조교사(서울경마장의 경우는 조교사협회를 말한다)에
고용된 자로서 마필의 조교,사양,보건 및 마사관리에 관한 업무에 종사하는자를 말한다.< 마사회법 시행세칙 제3조 5항>

## 마주(馬主)
한국마사회법 제2조에 “경주마를 소유하거나 소유할 목적으로 한국마사회에 등록한 자”로 규정되어 있듯이 자기 소유마를 경마에 출주시킬 수 있는 유자격자를 말한다. 따라서 마필을 소유하고 있다고 하여 마주가 되는 것은 아니며, 반드시 사전에 마사회에 등록하여야 마주가 될 수 있다. 외국의 경우 사회적으로 지위가 높고 명예를 소중히 여기는 사람들이 마주가 되는 경우가 많고 자신의 혈통 좋은 마(馬)가 좋은 대회에서 우승하는 것을 '가문의 영광'으로 생각한다. 따라서 외국의 경우 마주에게 엄격한 사회적·도덕적으로 높은 품격을 요구한다.
- 마주의 종류

현재 마주는 개인·공유·법인마주의 3종류가 있다.
①개인마주는 개인이 단독 명의로 경주마를 소유하는 형태이고, ②공유마주는 2∼3명이 공동명의로 경주마를 소유하며, ③법인마주는 법인 명의로 경주마를 소유하는 형태이다. 지금의 마주제도는 시행체인 마사회가 마필소유와 경마시행을 주관하는 단일마주제에서 지난 93년 마필소유와 경마시행이 분리되는 개인마주제로 전환하면서 등장하게 되었다.
- 마주의 기능 및 역할

마주는 경주마를 소유하여야 하고, 소유 경주마를 마사회가 공표한 경마시행 계획에 따라 경주에 출주시켜야 한다. 그러면 출주마필의 경주성적에 따라 상금을 수득하게 된다. 또한 경주마의 안정적 관리와 출주를 위해 경주마 관리를 책임지는 마필관리자(조교사, 기수, 마필관리원)의 인건비와 마필 사양관리비인 경주마 위탁관리비를 부담하여야 하고, 우수 경주마 도입을 통한 경마의 질적 향상을 위해 노력하여야 한다.
마주는 경마의 건전한 발전과 사회적 기반 확충을 통한 경마인식 개선에 노력을 다함으로써 시행체와 더불어 경마의 한 축을 담당하는 중요한 역할을 수행하게 된다.
- 마주의 자격

마주의 신청자격은 한국마사회법 및 관련규정상 마주제한 대상자가 아니어야 하며, 경주마 구입과 경주마 위탁관리를 부담할 수 있는 경제력을 구비하여야 한다.
- 외국의 마주제도

①미국·유럽(개방형 마주제):
경마가 탄생한 영국 등 경마선진국에서는 마주 자격의 경우 일반 국민 누구나 가질 수 있는 권리로 인식하고 있기 때문에 경주마 소유 등 일정 자격요건을 구비하고 결격사유가 없으면 신청에 의해 마주로 등록하거나 면허를 취득할 수 있다. 따라서 마주형태도 개인·공유·법인마주 외에 경주마의 소유권을 분할·공모하여 일반인들이 지분을 소유하는 형태(신디케이트형), 기존의 여러 등록마주가 경주마 1두를 소유하는 형태(파트너숍형), 여러 회원이 공동 구입한 경주마를 클럽에 위탁하는 형태(클럽형) 등 다양한 형태의 마주가 운영되고 있다.
②일본·홍콩(폐쇄형 마주제):
일본·홍콩 등 대부분의 동양 국가에서는 일정한 자격요건 구비자를 대상으로 엄정한 심사 과정을 통해 마주를 선발한다. 따라서 마주로 등록이 되어야 경주마 소유가 가능하다. 동·서양의 마주제도가 상이한 원인은 서구의 경우 마필생산과 활용 과정에서 자연스럽게 경마문화가 성숙된 반면, 동양은 마필생산 기반없이 경마가 인위적으로 이식되어 베팅 위주의 경마가 시행되다 보니 국가의 통제와 감독을 받게 되고, 따라서 경마에서 큰 비중을 차지하는 마주의 선발요건도 강화될 수밖에 없다. 마주형태도 대부분이 개인·공유·법인마주 형태이며, 경주마의 임차나 리스 등 명의대여를 일절 허용하고 있지 않다.
일본에 서양의 클럽마주와 유사한 형태의 마주제가 있기는 하지만, 클럽마주 회원들의 피해 및 경주마 관리의 어려움(서양은 외부마사제도이지만 동양은 대부분 내부마사제도로 경주마 위탁관리비를 마주가 매월 부담)으로 인해 시행체가 제시하는 엄격한 요구를 수용하는 조건으로 허용되고 있다.

## 경주마생산자
마필의 생산과 육성을 담당하는 생산 농가로 한국마사회와 마주에게 경주마를 판매하는 역할을 한다.